# Туймекентський сільський округ
Туймеке́нтський сільський округ (каз. Түймекент ауылдық округі, рос. Туймекентский сельский округ) — адміністративна одиниця у складі Байзацького району Жамбильської області Казахстану. Адміністративний центр — село Туймекент.
Населення — 8395 осіб (2021; 6293 у 2009, 5792 у 1999, 5632 у 1989).
Станом на 1989 рік існувала Будьонновська сільська рада (села Будьоновка, Джамбул). 1997 року до складу округу було включено ліквідований Карасуський сільський округ. 2001 року зі складу округу був виділений Суханбаєвський сільський округ.

## Склад
До складу округу входять такі населені пункти:
| Населений пункт | Старі назви | Населення, осіб (1989) | Населення, осіб (1999) | Населення, осіб (2009) | Населення, осіб (2021) |
| --------------- | ----------- | ---------------------- | ---------------------- | ---------------------- | ---------------------- |
| Акжар, село     | Джамбул     | 1202                   | 1281                   | 1098                   | 990                    |
| Туймекент, село | Будьоновка  | 4430                   | 4511                   | 5195                   | 7405                   |